# Езерский, Николай Николаевич (политик)
Никола́й Никола́евич Езе́рский (род. 8 мая 1956 года, д. Пальмино Таборинского района Свердловской области) — российский политик, депутат Государственной думы IV-VIII созывов по списку Коммунистической партии Российской Федерации.
Из-за вторжения России на Украину, находится под международными санкциями Евросоюза, США, Великобритании и ряда других стран.

## Биография
В 1973—1978 годах учился в Уральском лесотехническом институте.
Окончил Уральский социально-политехнический институт по специальности «политолог».
В 2000 году избран в Областную думу Законодательного собрания Свердловской области по списку КПРФ. Являлся заместителем председателя Областной думы созыва 2002—2004 годов.
С декабря 2003 года — депутат Государственной думы IV, V, VI, VII и VIII созывов.
Являлся членом Комитета ГД по безопасности, Комиссии ГД по противодействию коррупции, Комиссии ГД по вопросам практики применения избирательного законодательства Российской Федерации. Подполковник ФСБ.
На выборах в Государственную думу 2007 года возглавил объединенный региональный список КПРФ по трем округам Свердловской области (Нижнетагильскому, Первоуральскому и Серовскому). Согласно предоставленным в ЦИК РФ данным об имуществе кандидатов в депутаты имел более 20 млн руб на счетах в Сбербанке РФ, автомобили Мерседес S500 2006 года и Тойота-Ленд-Крузер 2005 года, квартиру в Свердловской области размером 175,5 м² (в совместной собственности), заработав около 4,5 млн руб за предыдущий год в качестве депутата и от продажи имущества.
Результаты списка КПРФ, возглавляемого Езерским были следующими:
- Нижнетагильский округ — 7,46 % (34 133 избирателя)
- Первоуральский округ — 7,74 % (31 428 избирателей)
- Серовский округ — 6,86 % (29 243 избирателя)

Такие результаты обеспечили КПРФ только один депутатский мандат, который получил Езерский.
В новом составе Думы вновь вошел в Комитет по безопасности.
Награждён медалью ордена «За заслуги перед Отечеством» II степени (1995). Заслуженный строитель Российской Федерации (1999).
Женат, имеет сына и дочь. Дочь с 2008 года живёт в Лондоне.

## Законотворческая деятельность
С 2003 по 2019 год, в течение исполнения полномочий депутата Государственной Думы IV, V, VI и VII созывов, выступил соавтором 64 законодательных инициатив и поправок к проектам федеральных законов.